# Gregory Luo Wenzao
Gregory Luo Wenzao OP, znany także jako Gregory (Grégoire) López (chiń. 羅文藻; ur. w 1615 lub 1617 w Luojiaxiang, zm. 27 lutego 1691 w Nankinie) – chiński duchowny rzymskokatolicki, dominikanin, wikariusz apostolski i biskup Nankinu. Pierwszy Chińczyk wyświęcony na księdza i biskupa.

## Biografia

### Młodość i prezbiteriat
Urodził się we wsi Luojiaxiang, w okolicach Fu’anu, w północnym Fujianie. Większość mieszkańców wsi była chrześcijanami, jednak rodzina Luo Wenzao wyznawała tradycyjne religie. Osierocony w dzieciństwie, wychował się w rodzinie brata. Później zatrudnił się jako pomocnik przy kościele. W 1633 przyjął chrzest. Następnie podróżował po Chinach i Filipinach, pracując z misjonarzami. 7 marca 1651 złożył śluby w Zakonie Kaznodziejskim. W 1652 wstąpił do kolegium Santo Domus w Manili, po którego ukończeniu, 4 czerwca 1654 jako pierwszy Chińczyk otrzymał święcenia prezbiteriatu z rąk arcybiskupa Manili Miguela de Pobleta Casasoli i został kapłanem swojego zakonu. Następnie powrócił do Chin.

### Nominacja biskupia
W 1669 działający w Chinach misjonarze, na czele z bp Françoisem Pallu, napisali do papieża list z propozycją ustanowienia w Chinach rodzimego duchowieństwa oraz episkopatu, proponując kandydaturę Luo Wenzao na biskupa. Propozycja ta została zablokowana przez patronującą misjom w Chinach Portugalię, ale 3 stycznia 1674 papież Klemens X mianował Luo Wenzao wikariuszem apostolskim Nankinu oraz biskupem in partibus infidelium basilinopolitańskim. Nominacja ta dotarła do Chin trzy lata później. Luo Wenzao, chcą uniknąć konfliktu z Portugalczykami, odmówił, jednak w 1679 Stolica Apostolska nakazała mu przyjęcie nominacji i udanie się do Manili na konsekrację.
W Manili konsekrację zablokował przełożony manilskiej prowincji dominikanów (obejmującej również Chiny) o. Charles Garderang, obawiając się, że chiński biskup podważy surowe stanowisko Zakonu Kaznodziejskiego przeciwko praktykowaniu kultu przodków (w czym zakon był skonfliktowany z jezuitami, którzy zezwalali na kult). Garderang zaproponował mianowanie przy nowym biskupie dominikańskiego doradcy, sprawującego faktycznie nad nim nadzór, jednak Luo Wenzao odmówił i z pomocą augustianów powrócił do Chin.

### Episkopat
8 kwietnia 1685 w Kantonie przyjął sakrę biskupią z rąk włoskiego franciszkanina, wikariusza apostolskiego Fujianu Bernardino della Chiesy OFMRef. Przy sakrze asystowali o. François Xavier Filipucci SI oraz o. Antonio Caballero OFM. Tym samym jako pierwszy w historii Chińczyk został katolickim biskupem.
Następnie Luo Wenzao osiadł w Nankinie kierując wikariatem. W 1688 wyświęcił trzech chińskich księży. 10 kwietnia 1690, gdy papież Aleksander VIII ustanowił pierwsze chińskie diecezje, Luo Wenzao został biskupem nankińskim, którym był do śmierci 27 lutego 1691.